# Крюгер, Альма
А́льма Крю́гер (англ. Alma Kruger; 13 сентября 1871, Питтсбург, Пенсильвания — 5 апреля 1960, Сиэтл, Вашингтон) — американская актриса театра и кино.

## Биография
Альма Крюгер родилась 13 сентября 1871 года в городе Питтсбург (штат Пенсильвания, США). С 1907 по 1936 год играла в бродвейских театрах, была «шекспировской актрисой», за эти 29 лет она появилась минимум в 36 бродвейских постановках. В 1936 году, в возрасте 65 лет, Крюгер впервые, по личному приглашению патриарха Голливуда Сэмюэла Голдвина, снялась в кино. Её кинокарьера продолжалась недолго, всего одиннадцать лет, за которые она появилась в 46 фильмах (в том числе в четырёх без указания в титрах).
Альма Крюгер скончалась 5 апреля 1960 года от естественных причин в доме престарелых в городе Сиэтл (штат Вашингтон).

## Избранные бродвейские работы
- 1919—1920 — Гамлет / Hamlet — Гертруда
- 1919—1921 — Двенадцатая ночь / Twelfth Night — Оливия[англ.]
- 1919—1921 — Укрощение строптивой / The Taming of the Shrew — вдова
- 1921 — Венецианский купец / The Merchant of Venice — Нерисса

## Избранная фильмография
В титрах указана
- 1936 — Эти трое / These Three — миссис Амелия Тилфорд
- 1936 — Жена Крейга[англ.] / Craig's Wife — Эллен Остен
- 1937 — Могучий Трив[англ.] / The Mighty Treve — миссис Дэвис
- 1937 — Моды 1938 года[англ.] / Walter Wanger's Vogues of 1938 — Софи Миллер
- 1937 — Сто мужчин и одна девушка / One Hundred Men and a Girl — миссис Тайлер
- 1938 — Игрушечная жена[англ.] / The Toy Wife — мадам Валлер
- 1938 — Мария-Антуанетта / Marie Antoinette — Мария Терезия
- 1938 — Буревестники матушки Кэри[англ.] / Mother Carey's Chickens — тётя Берта
- 1938 — Большой вальс / The Great Waltz — госпожа Штраус
- 1939 — Созданы друг для друга[англ.] / Made for Each Other — сестра Маделина
- 1939 — Звонок доктору Килдеру[англ.] / Calling Dr. Kildare — Молли Бирд, старшая медсестра
- 1939 — Секрет доктора Килдера[англ.] / The Secret of Dr. Kildare — Молли Бирд, старшая медсестра
- 1939 — Балалайка / Balalaika — госпожа Данченова
- 1940 — Его девушка Пятница / His Girl Friday — миссис Болдуин
- 1940 — Странное дело доктора Килдера[англ.] / Dr. Kildare's Strange Case — Молли Бирд, старшая медсестра
- 1940 — Энн из Шумящих Тополей[англ.] / Anne of Windy Poplars — миссис Прингл
- 1940 — Доктор Килдер едет домой[англ.] / Dr. Kildare Goes Home — Молли Бирд, старшая медсестра
- 1940 — Вы узнаете[англ.] / You'll Find Out — тётя Марго Беллакрест
- 1940 — Кризис доктора Килдера[англ.] / Dr. Kildare's Crisis — Молли Бирд, старшая медсестра
- 1941 — Суд над Мэри Дуган[англ.] / The Trial of Mary Dugan — доктор Сондерс
- 1941 — Народ против доктора Килдера[англ.] / The People vs. Dr. Kildare — Молли Бирд, старшая медсестра
- 1941 — Простофиля[англ.] / Puddin' Head — Матильда Монтгомери
- 1941 — Свадьба доктора Килдера[англ.] / Dr. Kildare's Wedding Day — Молли Бирд, старшая медсестра
- 1942 — Победа доктора Килдера[англ.] / Dr. Kildare's Victory — Молли Бирд, старшая медсестра
- 1942 — Диверсант / Saboteur — миссис Генриетта Саттон
- 1942 — Звонок доктору Джиллиспе[англ.] / Calling Dr. Gillespie — Молли Бирд, старшая медсестра
- 1942 — Новый ассистент доктора Джиллиспе[англ.] / Dr. Gillespie's New Assistant — Молли Бирд, старшая медсестра
- 1944 — Наши сердца были молоды и веселы[англ.] / Our Hearts Were Young and Gay — миссис Ламбертон
- 1944 — Малышки с улицы Свинга[англ.] / Babes on Swing Street — Марта Кёртис
- 1945 — Между двух женщин[англ.] / Between Two Women — Молли Бирд, старшая медсестра
- 1946 — Скандал в Париже[англ.] / A Scandal in Paris — маркиза Де Пьермон
- 1947 — Амбер навсегда[англ.] / Forever Amber — леди Редмонд

В титрах не указана
- 1944 — Миссис Паркингтон[англ.] / Mrs. Parkington — миссис Ливингстон
- 1945 — Предупреждение Криминального доктора / Crime Doctor's Warning — миссис Лейк
- 1946 — Рейд полковника Эффингема[англ.] / Colonel Effingham's Raid — миссис Манадью
- 1946 — Ты меня любишь?[англ.] / Do You Love Me — миссис Крэклтон

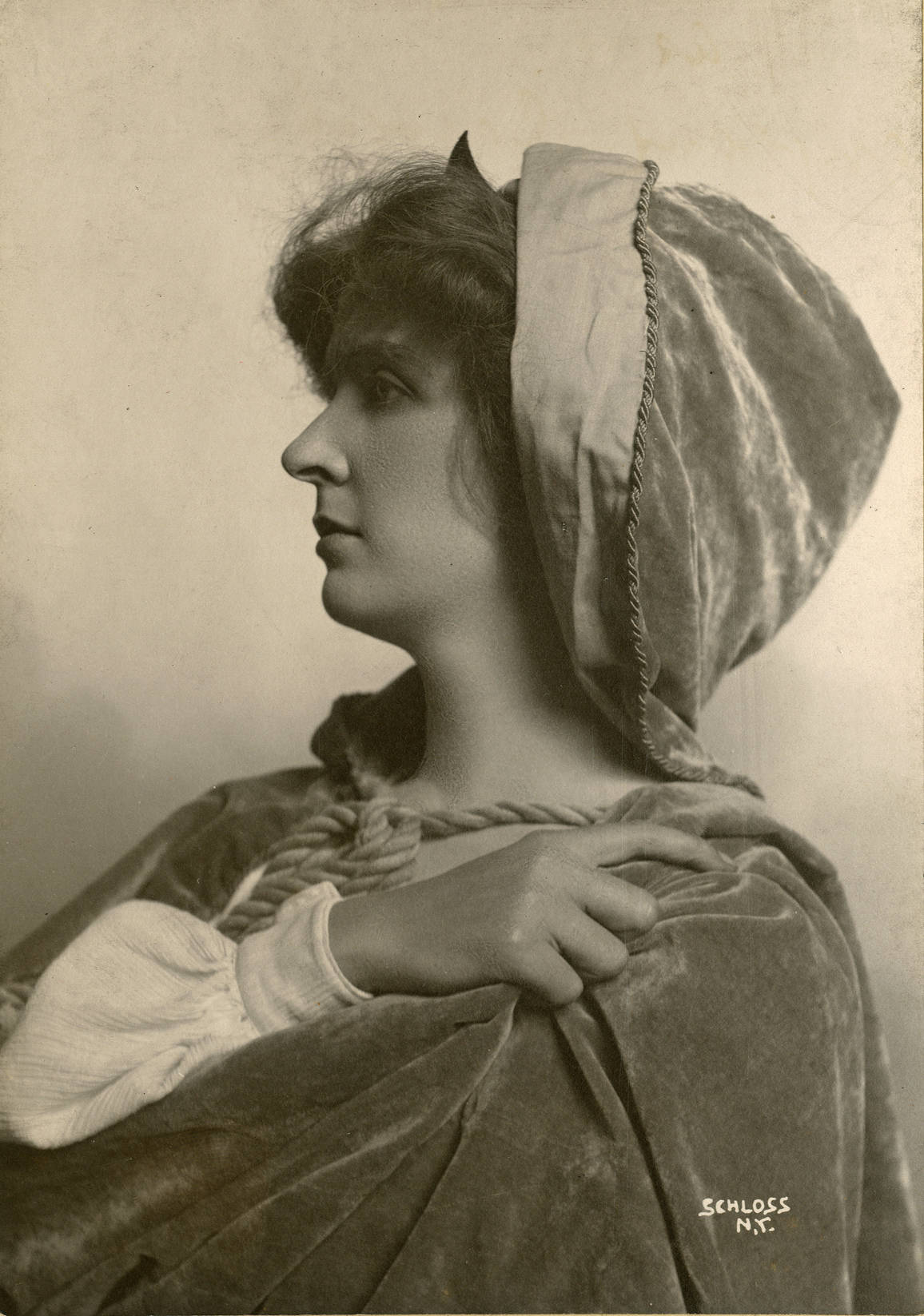
Фото 1903 года
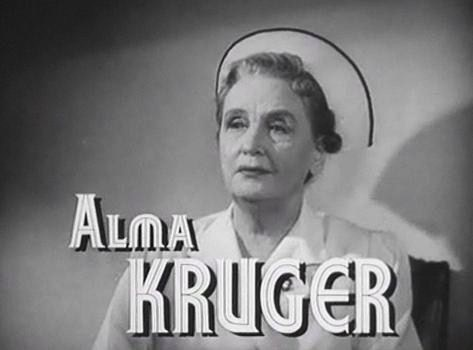
В фильме «Новый ассистент доктора Джиллиспе[англ.]» (1942)